# الدوري العام في المنطقة الغربية 53-1954
 وكان أول دوري مناطق بعد بطولة دوري الأمير عبد الله الفيصل 1952–53 

## النتائج
•	في هذه النسخة من الدوري العام، انسحب نادي الأهلي السعودي من مباراته ضد نادي الاتحاد،
•	المباراة النهائية بين نادي الوحدة ونادي الاتحاد انتهت بفوز الوحدة بنتيجة 4-0، ليحرز الوحدة اللقب.

## التنظيم والمشاركة
•	كانت هذه البطولة محصورة بالمنطقة الغربية فقط، حيث شاركت فيها أندية مثل الاتحاد، الأهلي، والوحدة.

## هل البطولة ودية أو رسمية ؟
البطولة الرسمية لأنها قبل الاتحاد السعودي لكرة القدم بس اللي بعد تأسيس الاتحاد السعودي لكرة القدم فهي ودية بسبب خارجة مظلة الاتحاد السعودي كرة القدم ...

## الخلاص
الدوري العام في المنطقة الغربية لموسم 1953-1954 كان بطولة رسمية تحت إشراف وزارة الداخلية، وليس بطولة ودية. شهدت هذه النسخة انسحاب الأهلي أمام الاتحاد المباراة نهائية بفوز الوحدة على الاتحاد برباعية نظيفة في المباراة النهائية.

## ترتيب الدوري والمباريات
| الترتيب | النادي               | لعب       | فاز       | تعادل     | خسر       | له        | عليه      | النقاط    |
| ------- | -------------------- | --------- | --------- | --------- | --------- | --------- | --------- | --------- |
| 1       | الوحدة               | 4         | 3         | 1         | 0         | 11        | 5         | 7         |
| 2       | الاتحاد              | 4         | 3         | 1         | 0         | 10        | 5         | 7         |
| 3       | الثغر (حاليا الأهلي) | 4         | 2         | 0         | 2         | 12        | 1         | 4         |
| 4       | الشبيبة              | 4         | 1         | 0         | 3         | 4         | 11        | 2         |
| 5       | الاولمبي             | غير معروف | غير معروف | غير معروف | غير معروف | غير معروف | غير معروف | غير معروف |

| النادي الأول | النتيجة | النادي الثاني |
| ------------ | ------- | ------------- |
| الاتحاد      | 0-2     | الثغر         |

| الفريق الأول | النتيجة | الفريق الثاني |
| ------------ | ------- | ------------- |
| الاتحاد      | 0-1     | الثغر         |

| الفريق الأول | النتيجة | الفريق الثاني |
| ------------ | ------- | ------------- |
| الوحدة       | 0-4     | الاتحاد       |

تساوى فريقا الوحدة والاتحاد في النقط ، فأقيمت مباراة فاصلة فاز فيها فريق الوحدة على الاتحاد بأربعة أهداف للاشيء ففاز بشرف الكأس والمداليات الذهبية وتلاه فريق الاتحاد ...
| الترتيب | النادي    | لعب    | الفوز  | التعادل | خسر    | له     | عليه   | النقاط |
| ------- | --------- | ------ | ------ | ------- | ------ | ------ | ------ | ------ |
| 1       | العلمين   | 2      | 1      | 1       | 0      | 5      | 3      | 3      |
| 2       | الوطن     | 2      | 0      | 2       | 0      | 3      | 2      | 2      |
| 3       | الشاطئ    | 2      | 0      | 1       | 1      | 1      | 3      | 1      |
| 4       | النصر مكة | انسحاب | انسحاب | انسحاب  | انسحاب | انسحاب | انسحاب | انسحاب |

سبب انسحاب النصر مكة جميع اللعيبة في الرياض وليس في مكة وهذا سبب الانسحاب من البطولة
وانتهت البطولة بيفوز العلمين بكاس الذهبية والمركز الثاني الوطن ...